# Big Brother
Big Brother este un program de monitorizare și o emisiune de televiziune de succes în care un grup de persoane trăiesc în aceeași casă, izolați de exterior și urmăriți permanent de camere video.
Prima emisiune Big Brother a fost transmisă în Olanda în 1999.
De atunci, emisiunea a devenit un succes internațional în aproximativ 70 de țări.
În România au existat două sezoane ale emisiunii Big Brother, în 2003 și 2004, acestea fiind transmise pe Prima TV.

## Istorie

### Nume
Termenul Big Brother este înâlnit  în romanul politic Nineteen Eighty-Four de George Orwell. Big Brother este principala figură în roman ce asigură o supraveghere opresivă.

### Creație
Prima versiune a emisiunii  Big Brother a fost difuzată în 1999 pe Veronica TV în Olanda. În primul sezon Big Brother participanții au fost asigurați cu facilități esențiale, cum ar fi apă, produse alimentare, mobilier, fiind intrezise obiectele de lux. Aceste condiții a adăugat un element de supraviețuire la spectacol, crescând potențialul de tensiune socială. Practic, în toate sezoanele ulterioare era o casă modernă pentru concurs, cu jacuzzi, saună, mansardă.